# 耶洛克里克 (伊利諾伊州)
耶洛克里克（英語：Yellow Creek）是位於美國伊利諾伊州斯蒂芬森縣的一個非建制地區。該地的面積和人口皆未知。

## 地理
耶洛克里克的座標為42°18′20″N 89°51′23″W / 42.30556°N 89.85639°W，而該地的平均海拔高度為260米（即853英尺）。